# Morella holdridgeana
Morella holdridgeana är en porsväxtart som först beskrevs av Cyrus Longworth Lundell, och fick sitt nu gällande namn av Robert Lynch Wilbur. Morella holdridgeana ingår i släktet Morella och familjen porsväxter. Inga underarter finns listade i Catalogue of Life.